# Андора на Зимским олимпијским играма 1998.
Андори је ово било седмо учешће на Зимским олимпијским играма. Делегацију Андоре, на Зимским олимпијским играма 1988. у Нагану, (Јапан) су представљала три такмичара (2 мушкарца и 1 жена) који су учествовали у пет дисциплина једног спорта.
Заставу Андоре на свечаном отварању Олимпијских игара 1988. носио је такмичар у алпски скијаш Виктор Гомез.
Спортисти Алдоре су били у групи земаља које нису освојиле ниједну медаљу на олимпијским играма.

## Учесници по спортовима
| Спорт          | Мушкарци | Жене | Укупно |
| -------------- | -------- | ---- | ------ |
| Алпско скијање | 2        | 1    | 3      |
| Укупно(1)      | 2        | 1    | 3      |

## Алпско скијање

### Мушкарци
| Такмичар      | Дисциплина      | Резултати             | Резултати             | Резултати             | Резултати             | Пласман/учес. (укуп.) | Детаљи |
| Такмичар      | Дисциплина      | 1. трка (плас)        | 2. трка (плас)        | Укупно                | Заостатак             | Пласман/учес. (укуп.) | Детаљи |
| ------------- | --------------- | --------------------- | --------------------- | --------------------- | --------------------- | --------------------- | ------ |
| Виктор Гомез  | супервелеслалом |                       |                       | Није завршио          | Није завршио          | Није завршио          |        |
| Виктор Гомез  | велеслалом      | 1:25,07 (31)          | Није завршио 2. вожњу | Није завршио 2. вожњу | Није завршио 2. вожњу | Није завршио 2. вожњу |        |
| Виктор Гомез  | слалом          | Није завршио 1. вожњу | Није завршио 1. вожњу | Није завршио 1. вожњу | Није завршио 1. вожњу | Није завршио 1. вожњу |        |
| Gerard Escoda | слалом          | Није завршио 1. вожњу | Није завршио 1. вожњу | Није завршио 1. вожњу | Није завршио 1. вожњу | Није завршио 1. вожњу |        |
| велесталон    | 1:25,23 (33)    | Није завршио 2. вожњу | Није завршио 2. вожњу | Није завршио 2. вожњу | Није завршио 2. вожњу |                       |        |

### Жене
| Такмичар   | Дисциплина | Резултати              | Резултати              | Резултати              | Резултати              | Пласман/учес. (укуп.)  | Детаљи |
| Такмичар   | Дисциплина | 1. трка (плас)         | 2. трка (плас)         | Укупно                 | Заостатак              | Пласман/учес. (укуп.)  | Детаљи |
| ---------- | ---------- | ---------------------- | ---------------------- | ---------------------- | ---------------------- | ---------------------- | ------ |
| Vicky Grau | велеслалом | Није завршила 1. вожњу | Није завршила 1. вожњу | Није завршила 1. вожњу | Није завршила 1. вожњу | Није завршила 1. вожњу |        |
| Vicky Grau | слалом     | 48,41 (28)             | 49,28 (17)             | 1:37,69                | 6,29                   | 19 / 27 (57)           |        |